# Fromhold Armfelt

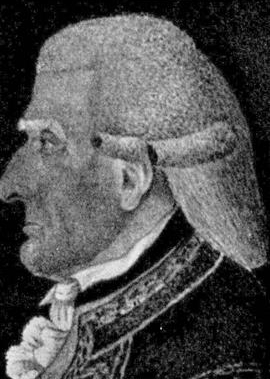
Fromhold Armfelt

Fromhold Armfelt, född 1721 i Gävle, död 11 juni 1797 i Stralsund, var en svensk militär och friherre. Han var son till Carl Gustaf Armfeldt.
Armfelt blev lärfyrverkare 1735, lärkonstapel 1736, furir 1738, sergeant 1740, underlöjtnant 1741, allt vid artilleriets finska bataljon. Han deltog i hattarnas ryska krig och kommenderades mot dalkarlarna i Dalupproret 1743. Armfelt befordrades i augusti 1743 till löjtnant och trädde därefter året därpå i fransk tjänst. Han blev kapten vid marskalken av Sachsens dragonregemente och deltog bland annat i belägringarna av Tournay och Ath samt i Slaget vid Fontenoy 1745. Efter återkomsten till Sverige befordrades Armfelt 1747 till kapten. 1748 blev Armfelt riddare av svärdsorden. Han kommenderades till Tyskland i samband med det pommerska krigets utbrott 1757 och blev tygmästare vid artillieriet 1758. Samma år kommenderades Armfelt av Gustaf Fredrik von Rosen på Wilhelm von Fermors begäran att följa den ryska armén, och sedan han skickats därifrån efter slaget vid Zorndorf kommenderades han att följa den österrikiska armén. Armfelt blev major i december 1758, erhöll överstelöjtnants titel 1762 och överstes titel 1763. I augusti 1763 blev han överstelöjtnant vid artilleriet på Gotland och transporterades 1764 till Stralsund. Armfelt befordrades 1775 till generalmajor och 1782 till generallöjtnant samt utnämndes 1778 till kommendör av Svärdsorden. 1794 tilldelades han vid artilleriets delning befälet över Vendes artilleriregemente men blev samma år befriad från sin tjänst.